# Eocene Climatic Optimum
Het Eocene Climatic Optimum (Engels voor klimaatoptimum in het Eoceen) was een periode van ongeveer 56 tot 46 Ma (miljoen jaar geleden) waarin het wereldwijde klimaat zeer warm was. Uit metingen van zuurstofisotopen in diepzeekernen is gebleken dat de temperatuur van het oceaanwater destijds meer dan 10 graden warmer was dan tegenwoordig. Het is daarmee de warmste periode uit het Cenozoïcum en een van de warmste perioden uit de geschiedenis van de Aarde.
In gesteentelagen uit deze periode zijn fossielen van palmen op Groenland en Ellesmere gevonden, blijkbaar was er zelfs in de buurt van de poolcirkel sprake van een tropische begroeiing. Tot aan de polen groeide loofbos en van de evenaar tot aan de poolcirkels was de Aarde bedekt met tropisch regenwoud. Aan de evenaar was de temperatuur tijdens het Vroeg-Eoceen echter niet veel warmer dan tegenwoordig. Het verschil met de huidige situatie was vooral dat de temperatuurgradiënt van de polen tot de evenaar veel kleiner was.